# 佩吕松
佩吕松（法語：Perrusson，法語發音：[pɛʁysɔ̃] ⓘ）是法国安德尔-卢瓦尔省的一个市镇，位于该省东南部，属于洛什区。

## 地理
佩吕松（47°6'0"N, 1°0'47"E）面积28.94 平方千米，位于法国中央-卢瓦尔河谷大区安德尔-卢瓦尔省，该省份为法国中西部省份，北起萨尔特省、东北接卢瓦-谢尔省，东南接安德尔省，南至维埃纳省，西临曼恩-卢瓦尔省。
与佩吕松接壤的市镇（或旧市镇、城区）包括：博略莱洛什、费里耶尔叙博略、洛什、圣让-圣日耳曼、圣瑟诺克、塞讷维耶尔、安德尔河畔韦尔讷伊。

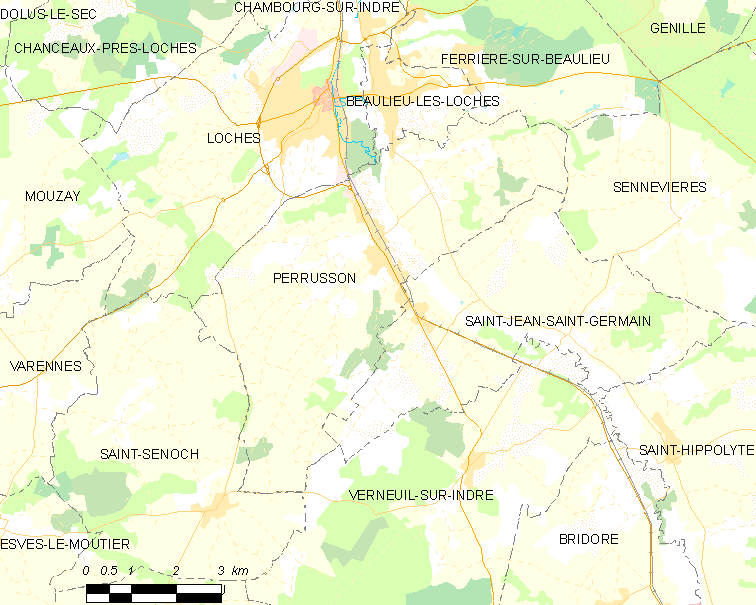
佩吕松的OSM定位图

佩吕松的时区为UTC+01:00、UTC+02:00（夏令时）。

## 行政
佩吕松的邮政编码为37600，INSEE市镇编码为37183。

## 政治
佩吕松所属的省级选区为洛什县。

## 人口

1962-2008年间佩吕松人口变化图示

佩吕松于2022年1月1日时的人口数量为1417人。